# Клифф (тренировочная база)
Клифф (англ. The Cliff, Утёс) — спортивная база в Броутоне, Большой Манчестер, на берегу реки Ирвелл, бывшая домашним стадионом регбийного клуба «Броутон Рейнджерс» до 1933 года. Впоследствии она была куплена футбольным клубом «Манчестер Юнайтед» для использования в качестве тренировочной базы. В таком качестве «Клифф» использовался до 1999 года, после чего «Манчестер Юнайтед» открыл новую базу, «Тренировочный центр Траффорда» в Каррингтоне. После этого «Клифф» использовался для проведения некоторых матчей футбольной Академии «Манчестер Юнайтед», а также в качестве тренировочной базы для регбийной команды «Солфорд Сити Редс».
После создания в мае 2018 года женского футбольного клуба «Манчестер Юнайтед» «Клифф» было решено использовать в качестве домашнего стадиона женской команды. Летом 2018 года на площадке началась реконструкция.

## Регби
«Клифф», расположенный на Лоуэр Броутон Роуд в Броутоне, Большой Манчестер, был построен в качестве стадиона для игры в крикет и теннис. С 1913 года на стадионе «Клифф» выступала регбийная команда «Броутон Рейнджерс», а в 1933 году она переехала на другой стадион.

## Футбол
В 1951 году весь спортивный комплекс «Клифф» был куплен футбольным клубом «Манчестер Юнайтед» для использования в качестве тренировочной базы. До этого футболисты «Юнайтед» проводили тренировки на стадионе «Олд Траффорд», но это из-за этого повреждалось травяное покрытие поля, поэтому руководство решило организовать отдельную базу для тренировок. Вскоре после переезда команды на «Клифф» на нём были возведены прожекторы (на «Олд Траффорд» это улучшение появилось лишь в марте 1957 года), а в 1952 году на «Клиффе» под светом прожекторов прошёл первый международный матч по регби. В этом же году молодёжный состав «Манчестер Юнайтед» впервые принял участие в розыгрыше Молодёжного кубка Англии. Матчи проводились в вечернее время под светом прожекторов «Клиффа». Во втором раунде турнира молодёжный состав «Юнайтед» одержал победу, до сих пор являющуюся рекордной за всю историю турнира, победив «Нантвич Таун» со счётом 23:0. По пять голов забили Дэвид Пегг, Джон Дохерти и Дункан Эдвардс.
В конце 1990-х главный тренер «Юнайтед» Алекс Фергюсон публично заявил, что «Клифф» слишком открыт для прессы, болельщиков и шпионов клубов-соперников, поэтому было принято решение о возведении новой тренировочной базы команды в Каррингтоне, Большой Манчестер. После окончания строительства команда стала проводить тренировки на новой базе, получившей название «Тренировочный центр Траффорда». Однако «Клифф» остался в собственности клуба и продолжает использоваться в качестве тренировочной базы для игроков Академии клуба. На «Клиффе» также проходили тренировки национальной сборной Англии, когда она проводила матчи на стадионе «Олд Траффорд».